# Il cavaliere senza corpo
Il cavaliere senza corpo è la settima storia della serie horror per ragazzi La strada della paura, scritta da R. L. Stine. È stata la settima ad essere pubblicata in Italia.

## Trama
Il museo di Fear Street si arricchisce di un nuovo pezzo da esposizione: un'armatura medievale che si dice appartenuta ad un cavaliere a cui un mago lanciò una maledizione che lo costrinse a non togliersi mai l'armatura, vivendo e morendo così in essa. Mike, il figlio del proprietario del museo, pensa che la nuova armatura sia un bellissimo pezzo finché quest'ultima non prende vita e accusa il povero Mike di essere il responsabile della maledizione.